# Mikhaïl Chidlovsky
Mikhaïl Vladymyrovitch Chidlovsky (en russe : Шидловский, Михаил Владимирович ; 1856 - 1921) est un  général de l'aviation russe de la Première Guerre mondiale.
Il est issu d'une famille noble russe avec de nombreux militaires. Il a fait ses études au Corps des cadets de la Marine et de l'Académie de droit militaire Alexandre. Ayant pris sa retraite militaire il rejoignit le ministère des finances et était membre du Conseil de l'Empire et membre du Conseil d’État.
Il a été élu président du conseil d'administration de la société par actions de l'usine de transport russo-baltique. Il a supervisé la production des premières voitures russes Russo-Balt. En 1912, il ouvre une succursale de l'usine à Saint-Pétersbourg. En décembre 1914 il fut appelé, sur ordre de l'empereur, au service militaire actif avec le grade de général de division et nommé chef de l'unité d'avions de bombardement Ilia Mouromets. En 1915 il supervisa la production du premier moteur d'avion russe il fut décoré de l'Ordre de Saint-Vladimir, l'Ordre de Sainte-Anne et de l'Ordre de Saint-Stanislas (Russie impériale). En avril 1917, il fut accusé d'incompétence, démis de ses fonctions et rappelé à Petrograd.

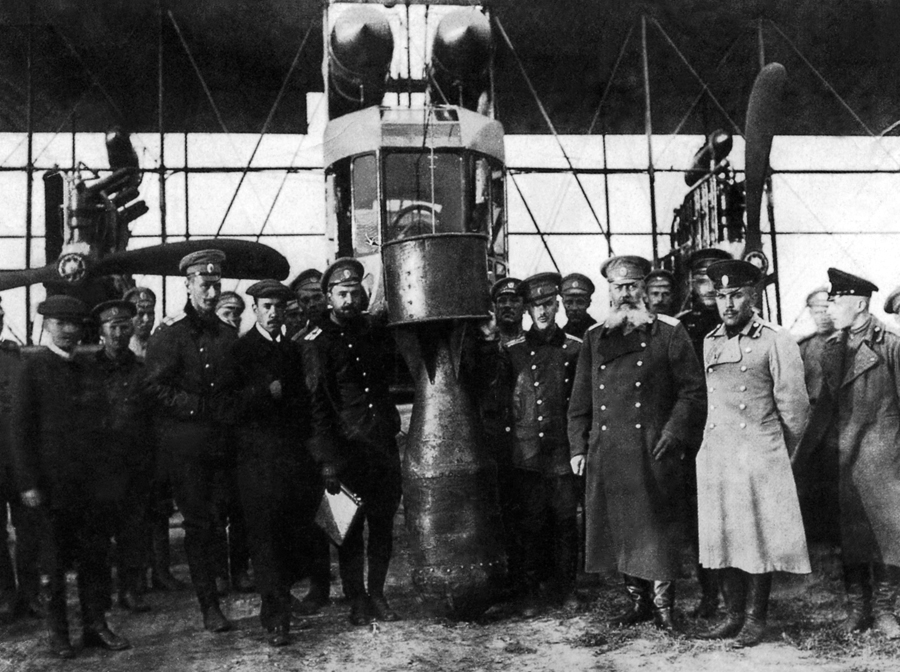
Devant un Ilia Mouromets (avion).